# Parotocinclus britskii
Parotocinclus britskii är en fiskart som beskrevs av Boeseman, 1974. Parotocinclus britskii ingår i släktet Parotocinclus och familjen Loricariidae. Inga underarter finns listade i Catalogue of Life.